# IC 1262
IC 1262 ist eine elliptische Galaxie vom Hubble-Typ E im Sternbild Herkules am Nordsternhimmel. Sie ist schätzungsweise 446 Millionen Lichtjahre von der Milchstraße entfernt.
Das Objekt wurde am 19. Juni 1890 von Lewis Swift entdeckt.